# Proyecto GNOME
El  Proyecto GNOME es una comunidad detrás del entorno GNOME y la plataforma de software en la que está basado. Consta de todos los desarrolladores de software, artistas, escritores, traductores, otros colaboradores, y usuarios activos de GNOME. Es parte del Proyecto GNU.

## Fundación GNOME
En agosto de 2000, la Fundación GNOME se creó para ocuparse de las tareas administrativas y el interés de la prensa, y para actuar como un punto de contacto para las empresas interesadas en desarrollar el software GNOME. Si bien no está directamente involucrada en las decisiones técnicas, la Fundación coordina los lanzamientos y decide qué proyectos serán parte de GNOME. La membresía está abierta a cualquier persona que haya hecho una contribución no trivial al proyecto. Los miembros de la Fundación eligen una junta directiva cada noviembre, y los candidatos para los puestos deben ser miembros.

## Programas y acontecimientos
El Proyecto GNOME tiene varios programas y eventos comunitarios, generalmente diseñados para usuarios y desarrolladores locales. La reunión principal de los contribuyentes de GNOME es la Conferencia Europea de Usuarios y Desarrolladores de GNOME (GUADEC), una conferencia anual que se usa para discutir el desarrollo y el progreso de GNOME. La idea de los eventos de GUADEC se atribuye a la reunión de 1998 de desarrolladores y usuarios de GNOME en París. También existe una conferencia asiática anual llamada GNOME Asia. GNOME también participó en la Desktop Summit, que es una conferencia conjunta organizada por las comunidades de GNOME y KDE que se celebró en Europa en 2009 y 2011.
Entre los programas comunitarios del proyecto se encuentra Outreachy, establecido con el objetivo de aumentar la participación de las mujeres y mejorar los recursos disponibles para todos los recién llegados para involucrarse en GNOME.

## Colaboración con otros proyectos
El Proyecto GNOME colabora activamente con otros proyectos de software libre. Los esfuerzos de colaboración previos se organizaron ordinariamente de proyecto a proyecto. Para ampliar la colaboración, se fundó el proyecto freedesktop.org.

## Objetivos
El proyecto se centra en:
- Independencia: la junta de gobierno es elegida democráticamente y los ingenieros que realizan el trabajo toman decisiones técnicas.
- Libertad: la infraestructura de desarrollo y los canales de comunicación son públicos, el código se puede descargar, modificar y compartir libremente y todos los contribuyentes tienen los mismos derechos.
- Conectividad: el trabajo abarca toda la pila de software libre.
- Personas — énfasis en accesibilidad e internacionalización. GNOME está disponible en más de 40 lenguas (al menos 80 por ciento de las cadenas traducidas) y está siendo traducido a 190 lenguas.[3][4]